# Simon Stiebjahn
Simon Stiebjahn (* 29. März 1990) ist ein deutscher Mountainbiker aus Langenordnach, einem Ortsteil von Titisee-Neustadt.

## Leben und Karriere
Stiebjahn wuchs in Langenordnach auf, wo er beim SC Langenordnach als Langläufer und im Alter von sechs Jahren als Fußballspieler beim SV Hölzlebruck begann. Nach und nach legte er das Hauptaugenmerk jedoch auf seine Karriere als Radsportler. Diese begann er beim RSV St. Märgen, seit 2009 fährt und trainiert er für das Team BULLS. 2012 gewann er die U23-Europameisterschaft, im selben Jahr erreichte er Rang 89 der Weltrangliste.

## Erfolge (Auswahl)
2012
- Europameister – Marathon (U23)
- Gesamtsieger Trans Schwarzwald (Etappenrennen)

2014
- Deutscher Meister – Eliminator
- Gesamtsieger Bundesliga – Cross Country
- Gesamtsieger Trans Zollernalb (Etappenrennen)

2015
- Gesamtsieger Bundesliga – Cross Country

2016
- Gesamtsieger Bundesliga – Cross Country

2017
- Deutscher Meister – Sprint
- Gesamtsieger Bundesliga – Cross Country
- Gesamtsieger Rothaus Bike Giro – Etappenrennen

2018
- Gesamtsieger Rothaus Bike Giro – Etappenrennen
- 1. Platz UCI World Series Houffalize